# Cupanis Zeitlose
Cupanis Zeitlose (Colchicum cupanii) ist eine Pflanzenart aus der Familie der Zeitlosengewächse (Colchicaceae). Es ist eine im Mittelmeergebiet verbreitete giftige Pflanzenart. Im Unterschied zur Herbst-Zeitlosen (Colchicum autumnale) erscheinen ihre Blüten zusammen mit den Blättern.

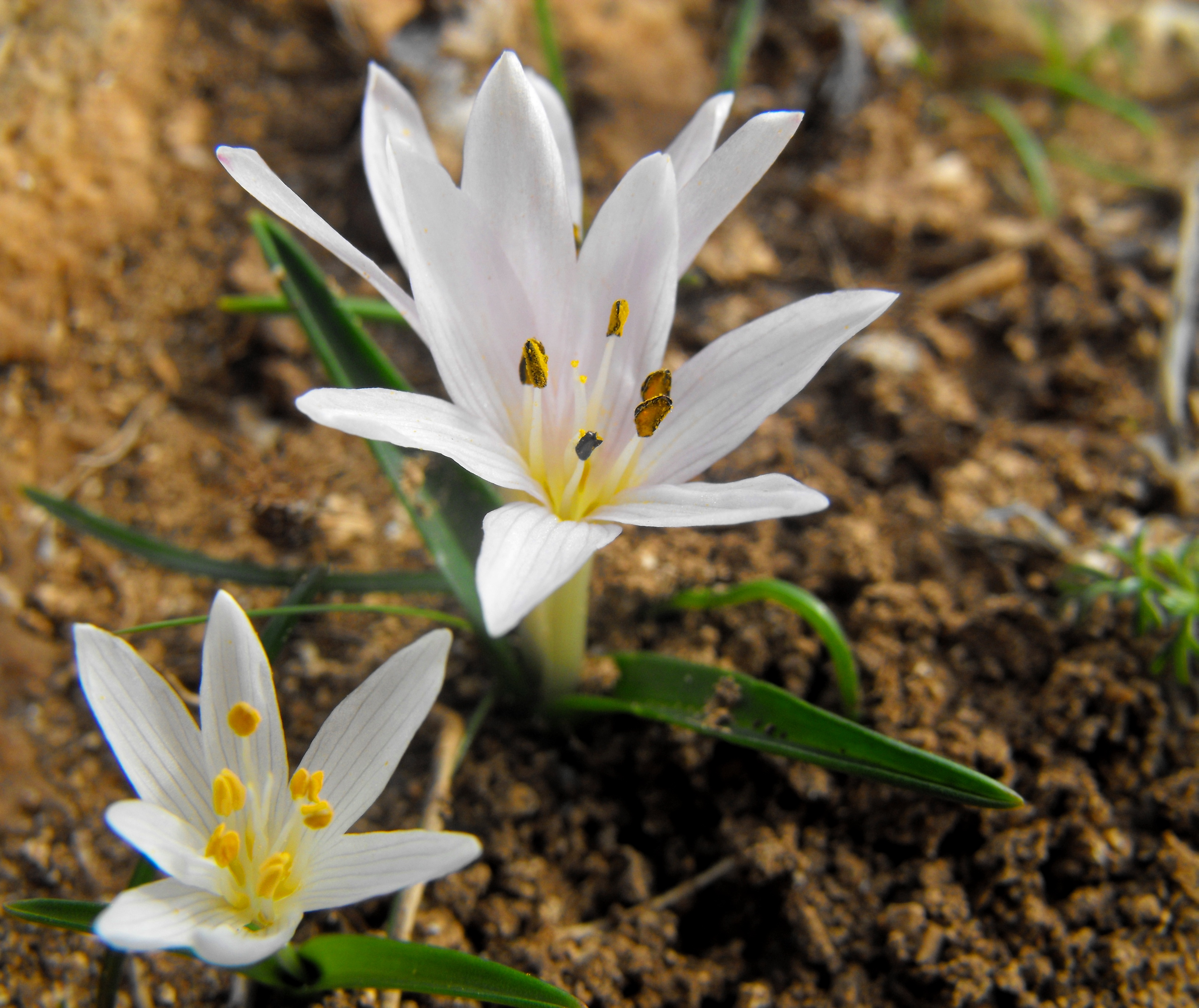
Colchicum cupanii

## Beschreibung
Cupanis Zeitlose ist eine ausdauernde krautige Pflanze. Dieser Geophyt ruht während der trockenen Jahreszeit als Sprossknolle im Boden. Nach den ersten herbstlichen Regenfällen erscheinen pro Sprossknolle zwei (bis drei) linealisch-lanzettliche Laubblätter von 1 bis 1,8 cm Breite und bis 15 cm Länge.
Parallel dazu öffnen sich ein bis fünf (selten mehr) zwittrige, dreizählige Blüten. Es sind sechs gleichgestaltige Blütenhüllblätter vorhanden, die aus einer bis zu 8 cm langen Perigonröhre verwachsen sind mit 2,5 cm langen, schmal elliptischen Perigonzipfeln. Die Perigonzipfel sind zart rosa bis hellviolett und besitzen eine deutliche violette Längsaderung. Die sechs 2 bis 3 mm langen Staubbeutel sind, bevor sie sich öffnen, meist schwarz-violett. Drei Fruchtblätter sind zu einem oberständigen Fruchtknoten verwachsen, der aber anfangs tief in der Kronröhre verborgenen ist. Bis zum Frühjahr entwickelt sich eine 1,5 cm lange Kapselfrucht.
Die Chromosomenzahl beträgt 2n = 54.

## Verbreitung und Standort
Cupanis Zeitlose besiedelt Garigues, Gras- und Felsfluren im mittleren und westlichen Mittelmeerraum. Ihr Verbreitungszentrum liegt in Süditalien, auf Sardinien und Sizilien. Weitere Teilareale befinden sich in Ligurien und Südfrankreich, in Albanien und Griechenland (dort auch auf Kreta) sowie in Nord-Afrika.

## Taxonomie und Systematik
Die Erstbeschreibung durch den italienischen Botaniker Giovanni Gussone ist 1827 in Florae Siculae Prodromus sive Plantarum in Sicilia Ulteriori Nascentium ... Band 1 Seite 452 veröffentlicht worden. Das Artepitheton cupanii ehrt den sizilianischen Franziskanerpater und Botaniker Francesco Cupani (1657–1710).
Es gibt zwei Unterarten:
- Colchicum cupanii Guss. subsp. cupanii: Sie kommt in Frankreich, Sardinien, Sizilien, Italien, Griechenland, Kreta, Algerien und Tunesien vor.[3]
- Colchicum cupanii subsp. glossophyllum (Heldr.) Rouy (Syn.: Colchicum glossophyllum Heldr.): Sie kommt vom südwestlichen Albanien bis zum südwestlichen Montenegro und bis Griechenland vor.[3]